# Hospice Saint-Jean

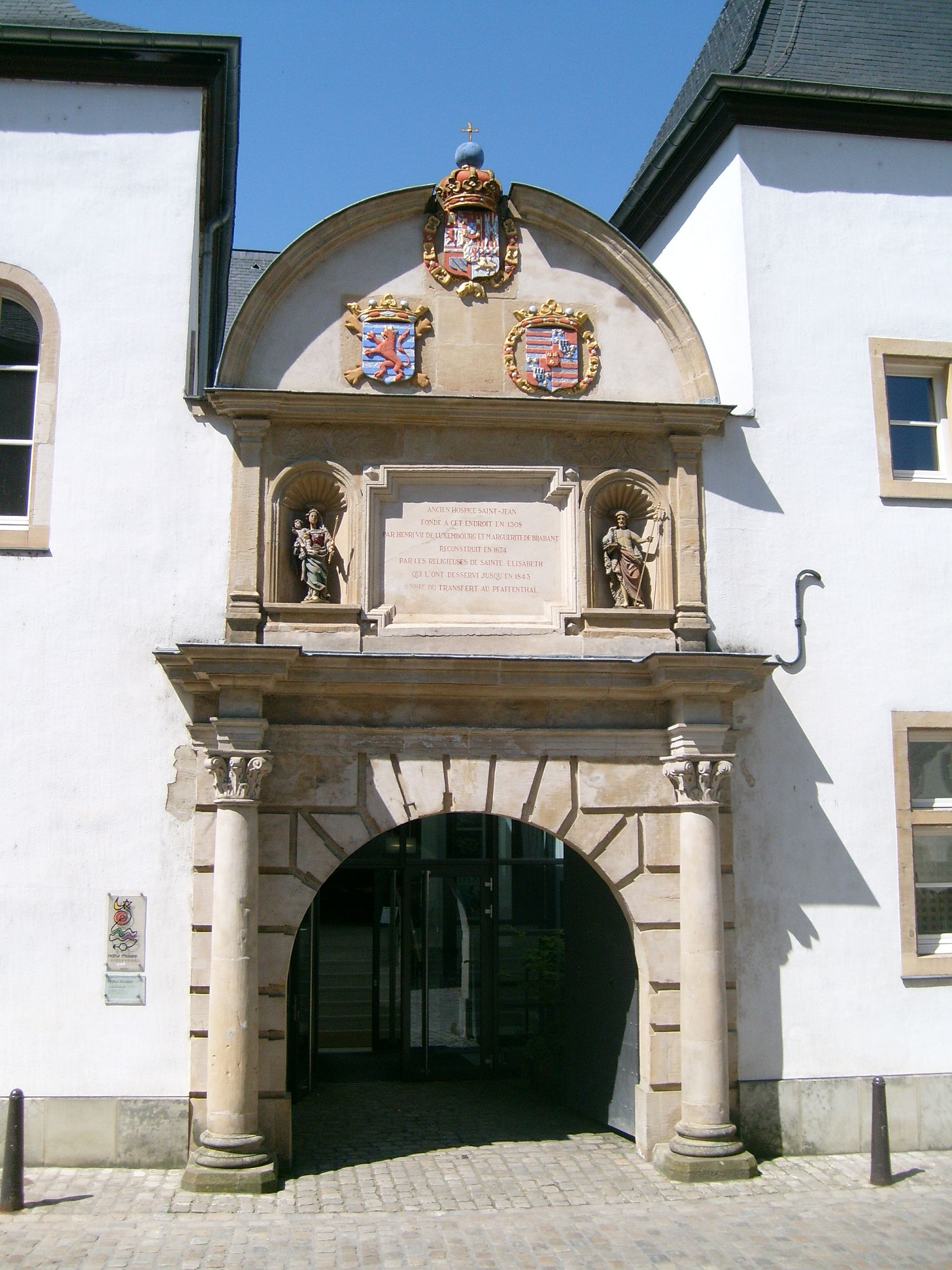
Portal des Hospice Saint-Jean

Das Hospice Saint-Jean war ein Hospiz in der Münstergasse im Bezirk Grund in Luxemburg-Stadt. Es wurden nur Stadtbürger zugelassen.
1997 öffnete das Nationalmuseum für Naturgeschichte in diesen Gebäuden seine Türen.

## Geschichte
Die Ursprünge reichen bis ins Jahr 1308 zurück. In diesem Jahr hatten Graf Heinrich VII. und seine Frau Margarete von Brabant beschlossen, im Grund ein Hospiz für kranke und arme Bürger zu errichten. Außerdem wurde eine gleichnamige Kirche gebaut, die Kirche Saint-Jean. Durch den Balduin von Luxemburg, den Bruder von Heinrich VII., Kurfürst und Bischof von Trier, wurde der Kirche der Rang einer Pfarrkirche mit allen Privilegien verliehen.
Das Hospiz wurde ursprünglich von Geistlichen geführt.
1547 übernahmen die Benediktiner der Abtei Altmünster (1083 von Konrad I. gegründet und 1543 zerstört) das Hospiz. Sie mussten dort ein neues Krankenhaus bauen, das 1550 fertiggestellt wurde. Es stellte sich heraus, dass das neue Gebäude zu klein und nicht für den Zweck geeignet war, den es erfüllen sollte. Die Tatsache, dass das Krankenhaus 1626 als Pestkrankenhaus genutzt wurde, hielt andere Patienten davon ab, dort betreut zu werden. 1667 wurde das Krankenhaus komplett abgebaut und der Kirche der Titel Pfarrkirche zugunsten der daneben errichteten neuen Abtei Neumünster entzogen. Die Situation war so schlecht, dass der Provinzrat und die Stadt Luxemburg die Bewohner aufforderten, zu spenden. Diese Aktion war ein großer Erfolg und 1669 konnten in der Münstergasse neue Gebäude errichtet werden. Zu dieser Zeit ist zum ersten Mal direkt von Ärzten und Krankenschwestern die Rede, die im Krankenhaus arbeiteten.
Am 6. Juli 1672 wurden Nonnen offiziell mit der Krankenhausversorgung beauftragt, unter der Bedingung, dass sie auch ambulante medizinische Versorgung in der Stadt leisteten.
Während der Eroberung der Stadt durch Ludwig XIV. aus Frankreich im Jahre 1684 wurden die Gebäude so stark beschädigt, dass die Patienten des Krankenhauses auf den Fischmarkt und das Haus Zorn verlegt werden mussten. Nachdem das Krankenhaus 1689 wieder bewohnbar geworden war, fanden die kranken und verwundeten Soldaten, die zuvor im französischen Militärkrankenhaus im Kloster Bonneweg betreut worden waren, dort zunächst Schutz, bis das neue Militärkrankenhaus in Pfaffenthal fertiggestellt war.
1756 hatte das Krankenhaus 18 Betten, die von 20 Nonnen betreut wurden.
Während der französischen Besatzung (1795–1814) wurde das Hospiz als Waisenhaus genutzt. Es wurde auch als Gefängnis für Geistliche genutzt, die sich weigerten, den Amtseid der französischen Revolutionsregierung zu leisten, als Unterschlupf für Prostituierte und Landstreicher und als Bildungseinrichtung für Mädchen.
Am 30. Juli 1843 wurden die Patienten des Hospizes und das Pflegepersonal, die Schwestern des Ordens der Elisabethinnen, in die Gebäude des Heiligen-Geist-Kloster in Pfaffenthal (Mohrfelsstraße) verlegt, ein Haus, das heute noch als Alters- und Pflegeheim existiert.
1851 wurde das Hospiz ein Frauengefängnis mit einer Behandlungsstation für sexuell übertragbare Krankheiten. Die Schwestern vom Franziskanerorden wurden als Wachen eingesetzt, sie leisteten vom 1. Juni 1851 bis 15. Juli 1978 dort ununterbrochen Dienst.
Das Frauengefängnis im Grund existierte bis zum 12. Mai 1984, als das neue Gefängnis in Schrassig eröffnet wurde.

## Gebäude
Das Gebäude wurde am 15. Januar 1988 zum Nationaldenkmal erklärt.

### Portal
Der Haupteingang des Naturhistorischen Museums auf Nr. 25 der Münstergasse besteht aus einem monumentalen Portal zwischen zwei korinthischen Säulen. Im Giebel des Portals sind drei Wappen zu sehen. Das obere ist das Wappen Karls II. von Spanien, der 1674 in Luxemburg regierte, als das Hospiz wieder aufgebaut wurde. Links das Wappen des Herzogtums Luxemburg mit dem roten Löwen. Auf der rechten Seite befindet sich das Wappen von Philipp de Croy, dem damaligen Gouverneur von Luxemburg.

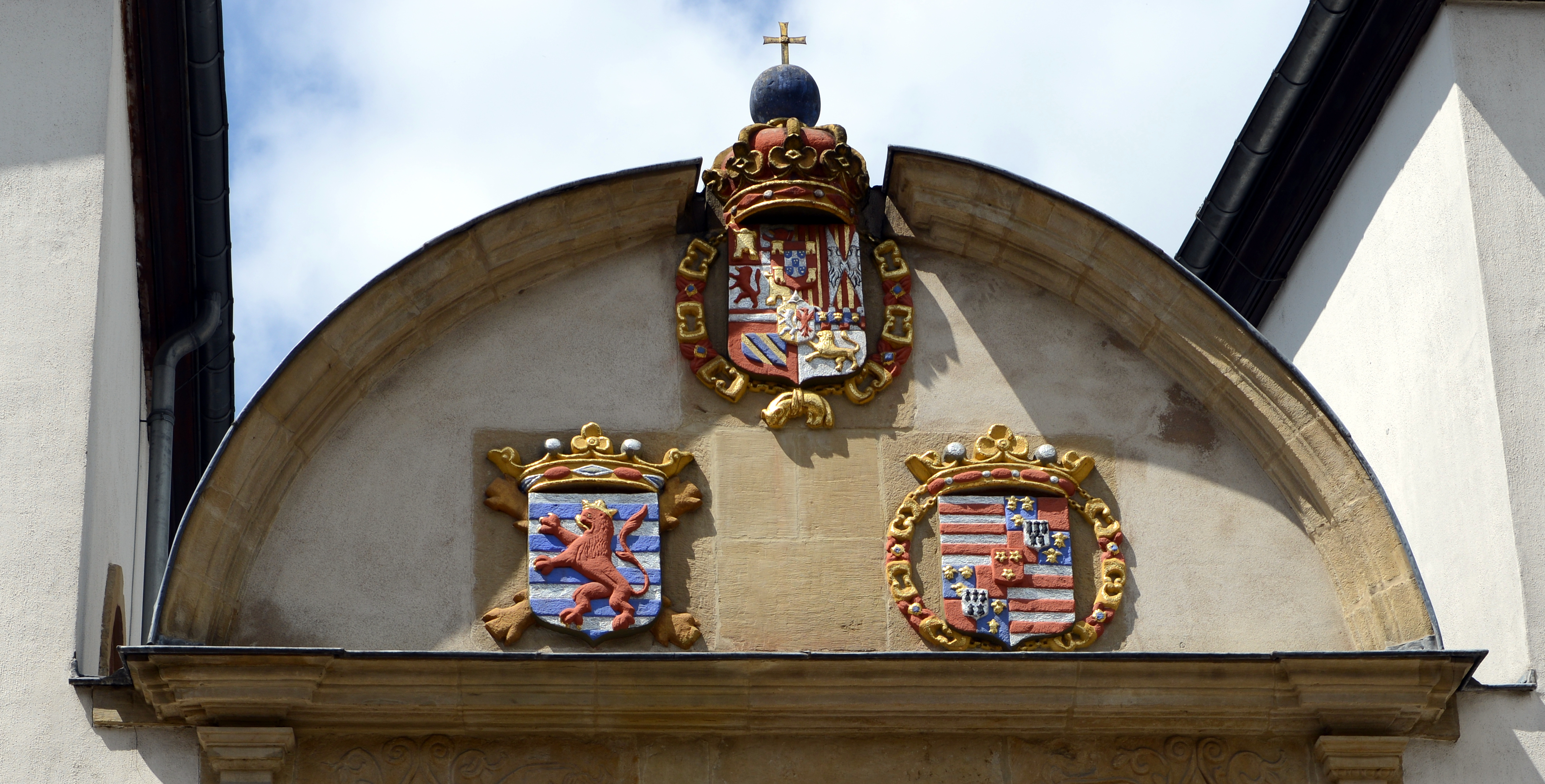
Die Wappen über dem Portal

Darunter befindet sich ein Text, der von zwei Statuen flankiert wird: links Maria und rechts Johannes der Täufer.
```
ANCIEN HOSPICE SAINT-JEAN
FONDE A CET ENTDROIT EN 1308
PAR HENRI VII DE LUXEMBOURG ET MARGUERITE DE BRABANT
RECONSTRUIT EN 1674
PAR LES RELIGIEUSES DE SAINTE ELISABETH
QUI L’ONT DESSERVI JUSQU’EN 1843
ANNEE DU TRANSFERT AU PFAFFENTHAL

```

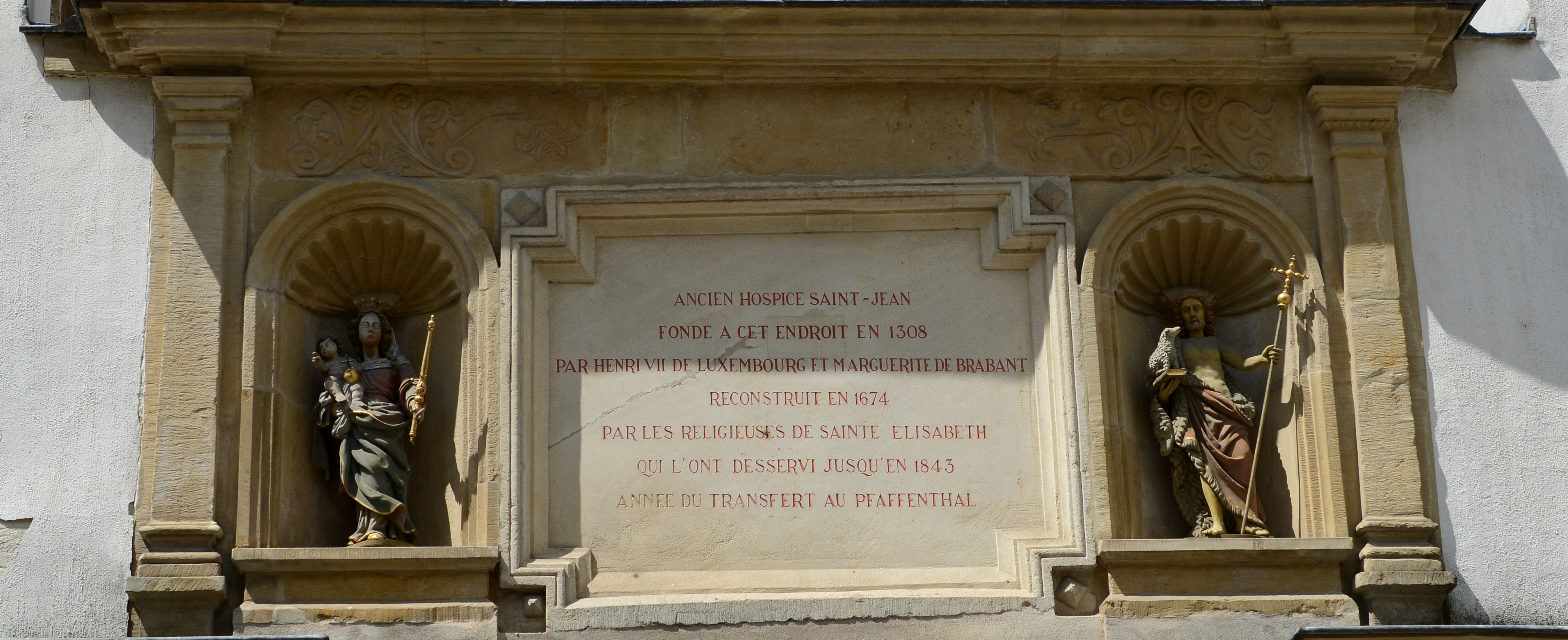
Beschriftung am Portal

mit folgender Übersetzung ins Deutsche:
```
EHEMALIGES HOSPIZ SAINT-JEAN
GEGRÜNDET AN DIESEM ORT IM JAHRE 1308
VON HENRI VII VON LUXEMBURG UND MARGARETE VON BRABANT
1674 WIEDERAUFGEBAUT
VON DEN SCHWESTERN DER HEILIGEN ELISABETH
DIE IHM BIS 1843 DIENTEN
DEM JAHR DER ÜBERSIEDLUNG INS PFAFFENTHAL

```

### Nische mit Statue
Unter einer Nische mit einer Statue des Heiligen Sebastian links vom Eingang befindet sich ein Chronogramm mit dem Jahr 1674:
100 + 50 + 1000 + 5 + 1 + 100 + 1 + 50 + 1 + 1 + 50 + 50 + 1 + 1 + 5 + 1 + 50 + 100 + 1 + 1 + 100 + 5 = 1674.
```
CaroLo regnante
Montereo VICes regIas beLgIo gerente
phILLIppo ahrenbergIo gVbernante
hospItaLe sanCto IohannI saCratVr

```

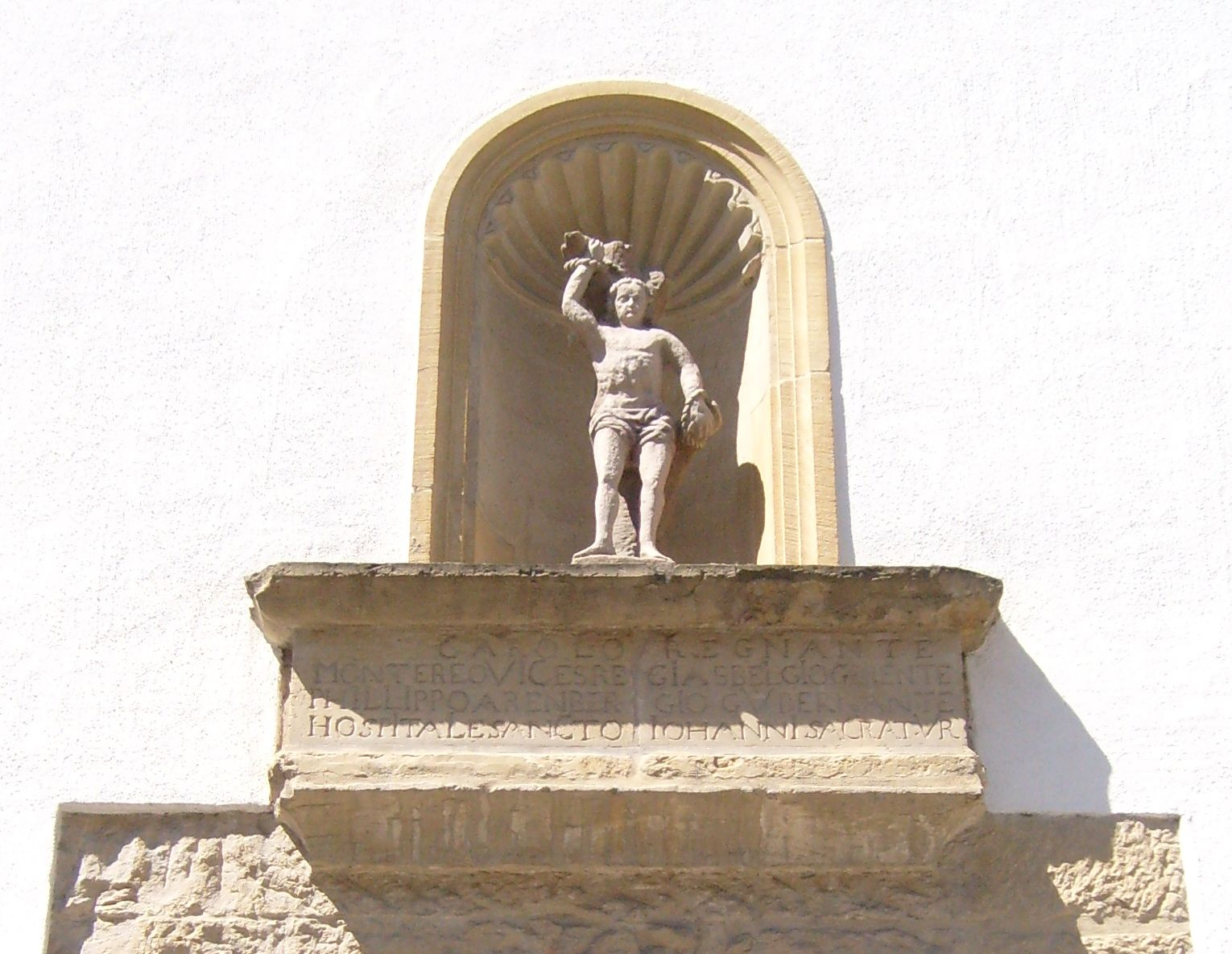
Nische links vom Portal

mit folgender Übersetzung ins Deutsche:
```
Während der Regierungszeit von Kaiser Karl,
Monterrey regiert Belgien,
Philippe d’Arenberg verwaltet [Luxemburg],
Dieses Krankenhaus ist dem heiligen Johannes gewidmet.

```